# Meilenstein (Piethen)

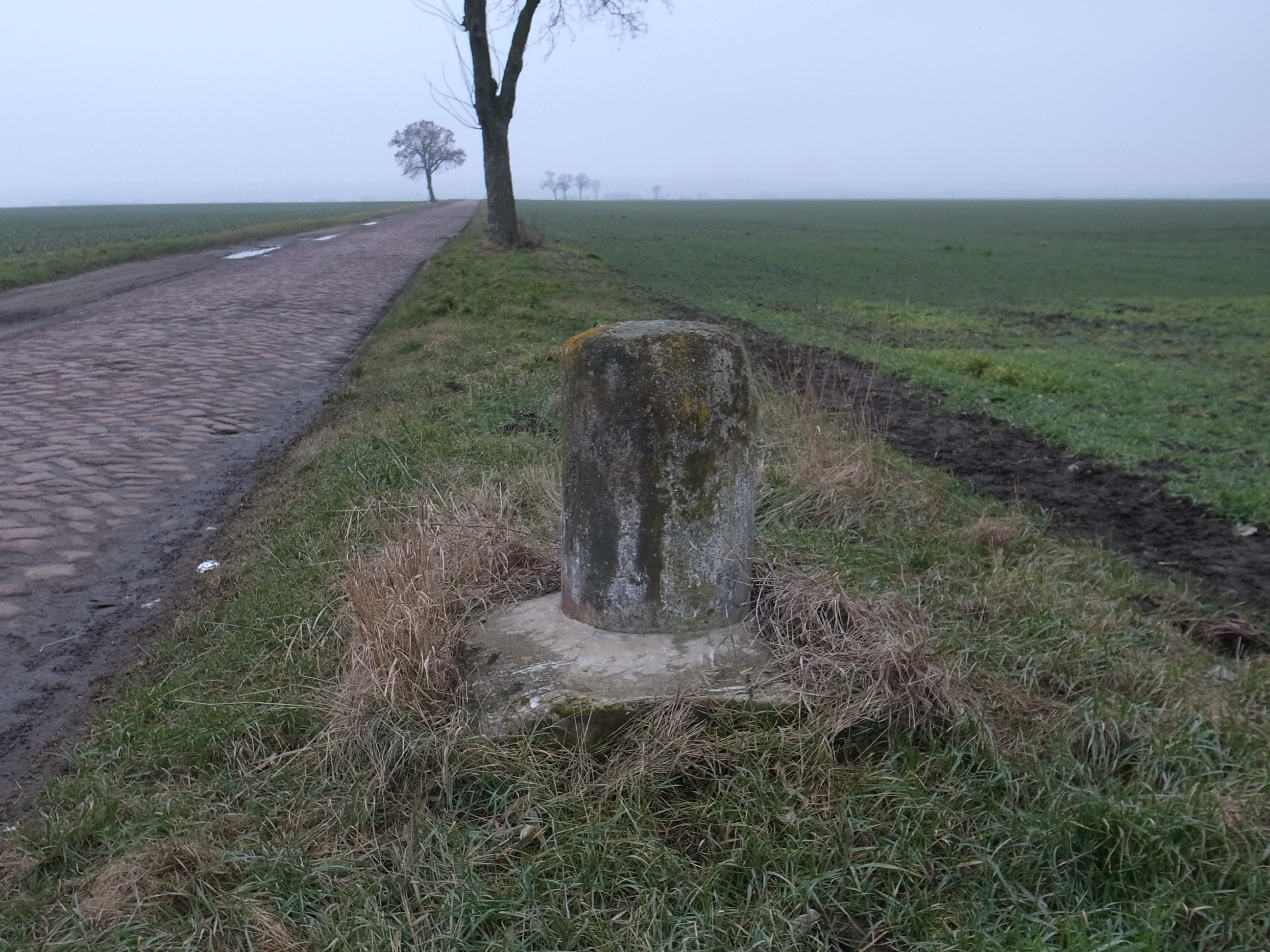
Anhaltischer Meilenstein bei Piethen

Der Meilenstein bei Piethen steht nahe südwestlich der Ortschaft Piethen in der Stadt Südliches Anhalt im Landkreis Anhalt-Bitterfeld in Sachsen-Anhalt. Er steht unter Denkmalschutz, ist aber aus nicht nachvollziehbaren Gründen im Denkmalverzeichnis als Meilenstein bei Cattau mit der Nummer 094 14207 aufgeführt.
Die Inschrift des anhaltischen Meilensteins lautet I Meile von Cöthen IV Meilen von Dessau, wie rekonstruiert wurde. Das ordnet den Stein zu einer der Abzweigungen der wichtigsten Ost-West-Verbindungen Anhalts ein, denn diese ist auf Dessau ausgerichtet, hat bei Porst den Stein II Meilen von Dessau und in Kleinpaschleben den Stein IV Meilen von Dessau. Die Chausseestrecken, die von Köthen aus nach Süden und Südwesten führten, besitzen jeweils einen IV Meilen von Dessau-Stein, so dass es trotz der geringen Größe Anhalts mehrere Steine mit derselben Inschrift gibt, auch wenn diese minimal variiert.
Hier, an der Strecke von Köthen aus nach Südwesten steht der Stein heute an einer weniger befahrenen Strecke, da die Hauptverbindung von Piethen aus über die Fuhne heute nicht mehr über Cattau, sondern über Wieskau führt. Der 77 Zentimeter hohe Ganzmeilenstein wurde durch Anfahrten mehrfach beschädigt. Im Jahr 2002 fand man den Rundsockelstein gespalten vor und daher entschieden die Denkmalpflege Köthen und die Straßenmeisterei, den Stein vor künftigen Beschädigungen mit einem Betonsockel zu schützen. Die anhaltische Meile entsprach der preußischen und war 7,532 Kilometer lang.